# Большой Конимансур
Большой Конимансур (тадж. Комимансури калон) — месторождение серебра на севере Таджикистана, в Согдийской области, одно из крупнейших в мире. Было разведано еще в 70-80-е годы XX века.
Запасы месторождения составляют около 1 миллиарда тонн руды с содержанием серебра 49 г на тонну, свинца — 0,49% и цинка — 0,38%. Общие запасы серебра Большого Конимансура превышают 50 000 тонн..